# Флавий Аврелиан
Флавий Аврелиан (лат. Flavius Aurelianus) — восточноримский государственный деятель конца IV века — начала V века, консул 400 года. Занимал ряд должностей в администрации восточной империи, на некоторое время был отправлен в изгнание под давлением  своих противников, но позже вернулся и пользовался влиянием в константинопольском сенате.

## Биография
Аврелиан был сыном консула 361 года Флавия Тавра. Его братьями были консул 398 года Флавий Евтихиан и, по всей видимости, консул 397 года Флавий Цезарий. Как рассказывает Синезий Киренский в своём трактате «Египтяне, или О провидении», в детстве Аврелиан отличался прилежностью и послушанием.
Карьеру он начал с должности асессора, которую занимал при нескольких военачальниках. В какой-то момент Аврелиан находился на посту магистра оффиций (возможно, между 384 и 386 годом или в 392—393 годах). Затем он, предположительно, был квестором священного дворца.
Аврелиан занимал должность префекта Константинополя между 393 и 394 годами. Когда военный магистр Гайна стал наиболее влиятельной персоной при дворе императора Аркадия, он устранил всех своих противников. Гайна знал, что ему необходим человек, который стал бы его союзником в Константинополе. Он выбрал Аврелиана и велел возвести его в ранг префекта претория Востока (август 399 года), заменив Евтихиана, ставленника Евтропия. Аврелиан, таким образом, стал самым могущественным гражданским должностным лицом императорского двора. Он принимал участие в судебном процессе против Евтропия, который начался в Халкидоне в сентябре того же года. Аврелиан находился на посту префекта претория до 400 года. Синезий Киренский высоко оценил его административные способности, проявленные в качестве префекта. Аврелиан был назначен консулом в 400 году, но его коллега на Западе, военный магистр Стилихон, не признал его и вступил в открытое противостояние с восточным двором и особенно с Гайной. Он все ещё был префектом в начале 400 года, когда получил распоряжение о конфискации имущества Евтропия и уничтожении его статуй. В середине апреля 400 года, Гайна, который восстал с готами, отправился в Константинополь, где Аркадий вынужден был выдать ему Аврелиана. Последний был отстранён от должности консула и отправлен в изгнание (хотя его имущество не было конфисковано). Таким образом восточная часть империи осталась без консула.
После разгрома готов в Константинополе (12 июля 400 года), Аврелиан с триумфом вернулся в столицу, хотя он так и не получил назад свой консульский титул. По другой версии, он всё-таки вернул консульский ранг. Он был важной фигурой в сенате до конца жизни, и сенат постановил поставить ему золотую статую с перечислением всех его должностей. В Кодексе Феодосия указано, что Аврелиан был префектом претория Востока во второй раз между 414 и 416 годами.
Аврелиан был выведен в произведении Синезия Киренского «Египтяне, или О провидении», вместе со своим отцом Тавром и братом Цезарием. Тавр был представлен в виде царя-философа, а Аврелиан и Кесарий — в виде его сыновей, Осириса и Тифона соответственно. И, если Тифон в произведении описан весьма нелестно, в мрачных тонах, то Осирис — наоборот восторженно, а сын Аврелиана Тавр (консул 428 года) назван «надеждой римлян». По другой версии, под Тифоном подразумевался Евтихиан.
Возможно, изначально Аврелиан был язычником. Однако позже он стал христианином и построил церковь первомученика Стефана.